# Aosta
Aosta (franciául Aoste; Oûta, Aoûta vagy Veulla valle d'aostai patois dialektusban; walser nyelven Augschtal; latinul Augusta Prætoria Salassorum; piemonti dialektusban Aousta) Valle d’Aosta olaszországi autonóm régió székhelye. Az Aostai egyházmegye püspöki székvárosa. Lakosainak száma 33 093 fő (2023. január 1.).

## Elhelyezkedése

Aosta város -Valle d’Aosta régió térképén

Aosta városa Valle d'Aosta autonóm régió közepén helyezkedik el, Torinótól 114, Genftől 134 km-re a Dora Baltea folyó völgyében, amelynek egyik mellékfolyója, a Buthier átfolyik rajta.

## Története
Régészeti kutatások bizonyítják, hogy Aosta területe már i. e. 1000 körül lakott volt, de igazi település csak i. e. 25-ben alakult azért, hogy veterán praetorianusoknak adjon otthont. Akkori neve Augusta Praetoria Salassorum volt. A város a római települések valamennyi tipikus épületével rendelkezett: színházzal, amfiteátrummal, fürdővel, erőddel és diadalívvel.
A Római Birodalom bukása után Aosta a Burgundiai Királyság fennhatósága alá került egészen 1032-ig. Ezután a Savoyai-család kezére jutott.
A 10. században nemesi családok telepedtek le a városban, emléküket terméskőből emelt tornyok és épületek őrzik. Ilyen a Pailleron-torony és a Bramafan-torony.
1896-ban megérkezett Aostaba a vasút, majd a 20. század elejétől nagymértékű demográfiai növekedés volt tapasztalható, hiszen ekkor született meg Aosta megye, amely számos hivatalt és tisztviselőt telepített ide egész Olaszországból.
Miután Valle d’Aosta elnyerte speciális státuszát, a város is nagy változásokon ment keresztül, hiszen régiószékhely lett. Az alpesi turizmus terjeszkedett, megszülettek a síterepek, ezáltal Aosta fontos idegenforgalmi központtá vált.

### Klíma
Aostát minden irányból magas hegyek veszik körül, ezért különleges mikroklímával rendelkezik. Általánosságban az átmeneti évszakok rövidebbek, mint Észak-Olaszország többi részén, a nyár és a tél pedig korábban érkezik.

## Látnivalók
- Az aostai katedrális

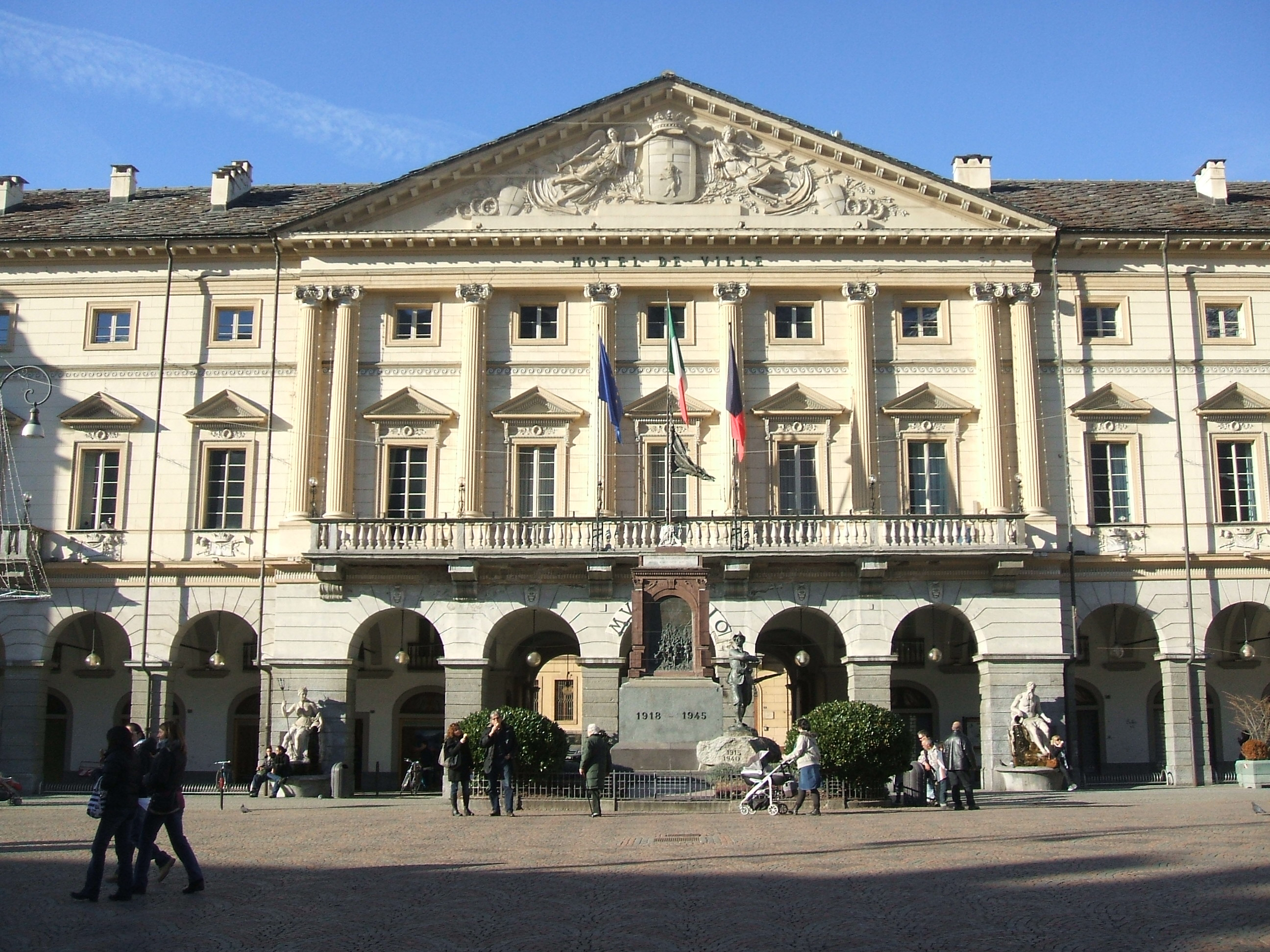
A városháza

Az aostai katedrális a 4. századból származik. Jelenlegi külsejét elsősorban a 11. és 19. században zajlott átépítéseknek köszönheti. Építészetében különböző stílusok keverednek, így a román és a reneszánsz. Szerkezete háromhajós latin kereszt. Különösen értékesek 11. századi freskói, amelyeket 2000-ben restauráltak a szentév alkalmából.
- Augustus diadalíve: Aosta jelképe, i. e. 25-ben épült, közepén egy feszület látható.
- A római híd: A Buthier folyón történő átkelésre szolgált, hossza 6 méter, és helyben nyert kövekből épült az i. e. 1. század végén. Ma már nem tölti be eredeti funkcióját, mivel a középkor óta a folyó már nem halad át alatta.
- Porta Praetoria: A római korban a város fő bejárata volt, és innen ágaztak szét a Galliába vezető utak.
- A római színház: 22 méter magas déli homlokzata, valamint félkör alakú nézőtere még ma is áll. A színház az i. e. 1. században épült, és nézőtere annak idején 3-4000 néző befogadására is alkalmas volt.
- Városháza: A városháza klasszicista stílusban 1839-ben épült, az előtte álló két szobor a város két folyóját a Dorát és a Buthiert szimbolizálja.
- Croce di città: műemlék, amely az Aostából a 16. században elüldözött lutheránusokra emlékeztet.

## Közlekedés

### Közutak
Aosta várost kelet–nyugati irányban átszeli a Strada statale 26 della Valle d'Aosta (SS 26) közút, amely az egész völgyön keresztülfut Pont-Saint-Martintől a Kis Szent Bernát-dombig.
Egy másik közút, a Strada statale 27 del Gran San Bernardo (SS 27) a valle d'aostai régiószékhelyet köti össze a svájci határral a Szent Bernát-alagúton.
Aosta autópálya-összeköttetéssel is rendelkezik az A5-ös autópályának köszönhetően, amely Torinót és Courmayeurt köti össze.

### Vasút

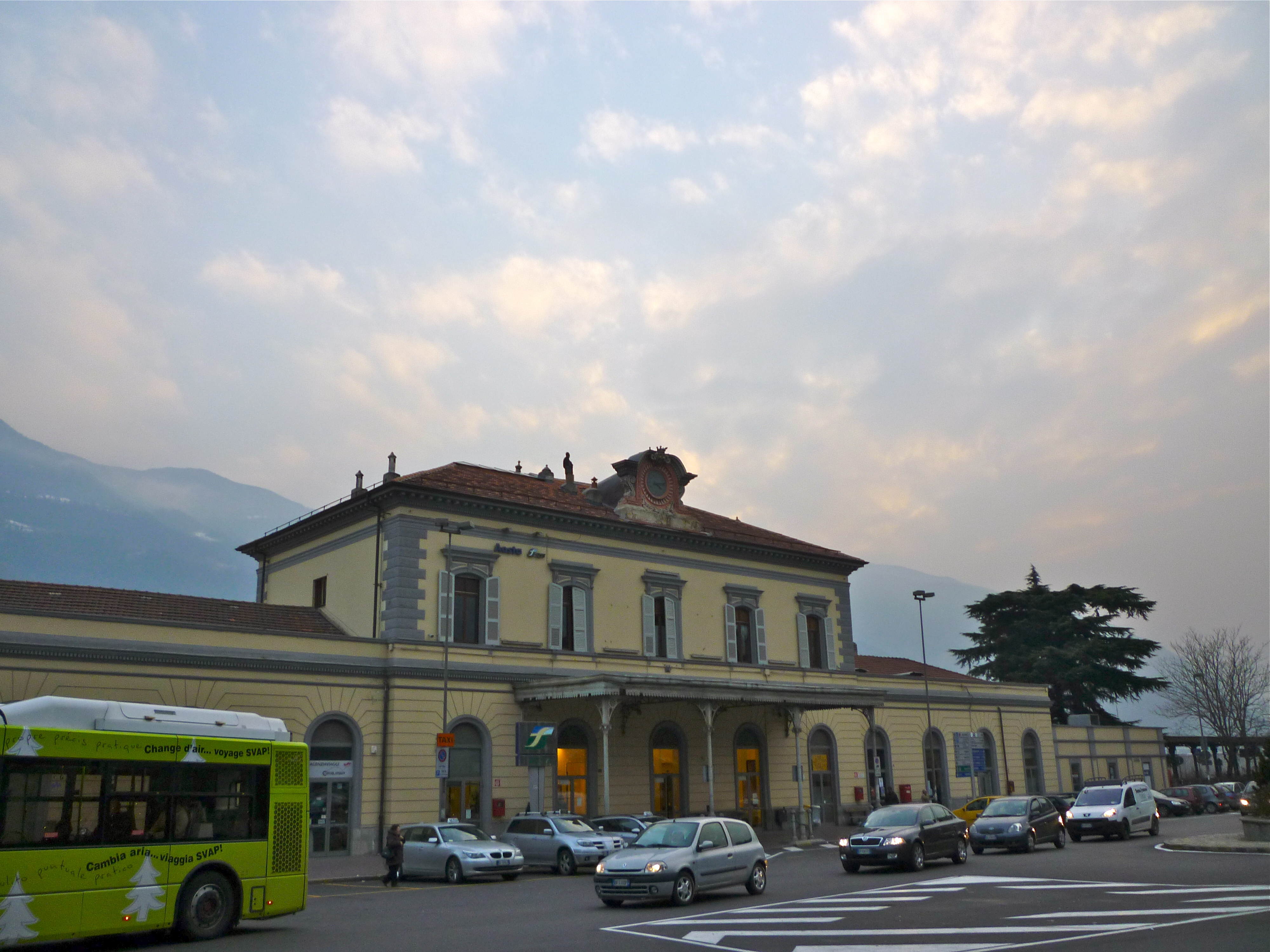
Aosta vasútállomása

A régióban dízelszerelvények közlekednek, mivel az Ivrea és Pré-Saint-Didier közötti vasutat nem villamosították. Két vasútvonal halad itt: az Aosta-Pré-Saint-Didier és az Aosta-Chivasso.

### Repülőtér
Aosta repülőtere a Corrado Gex regionális repülőtér Saint-Christophe községben fekszik.

## Aostához köthető személyiségek
- Canterburyi Szent Anzelm

## Oktatás
2000-ben alapították az Aostai Tudományegyetemet (Università della Valle d'Aosta / Université de la Vallée d'Aoste)

## Testvérvárosok
- Szinaja, Románia
- Narbonne, Franciaország
- Kaolack, Szenegál
- Albertville, Franciaország
- Chamonix-Mont-Blanc, Franciaország
- Martigny, Svájc
- San Giorgio Morgeto, Olaszország

## Galéria

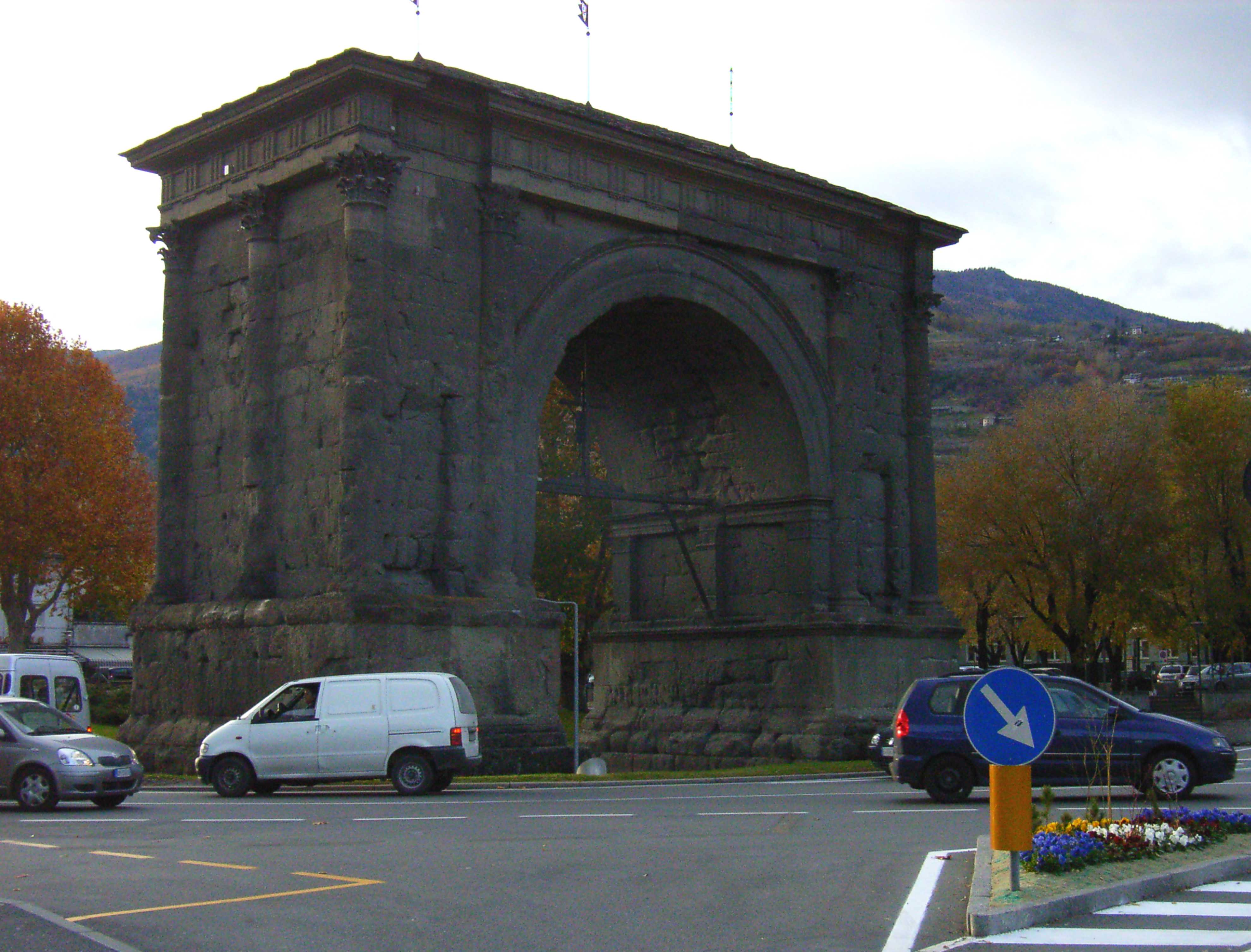
A diadalív
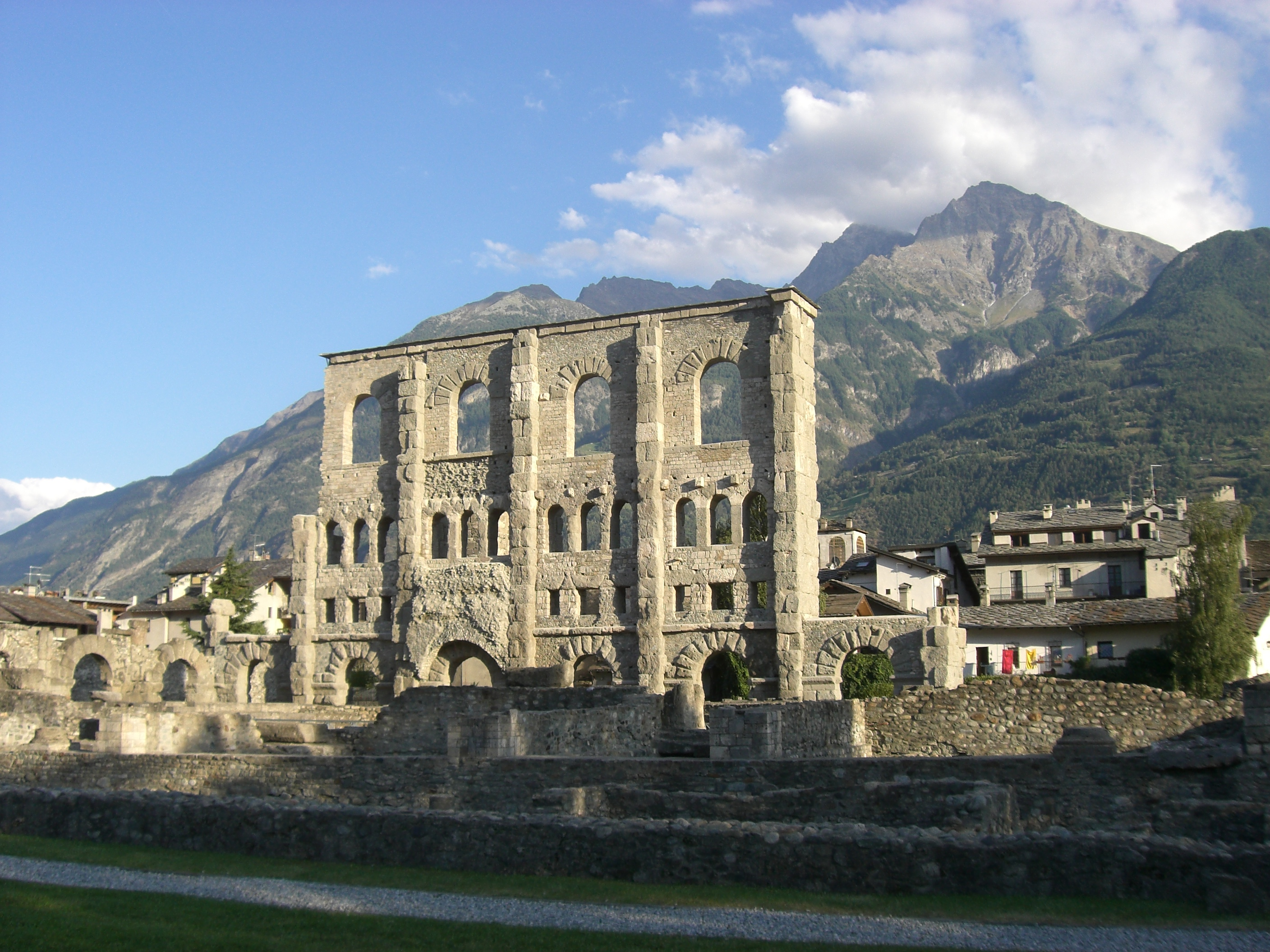
A római színház
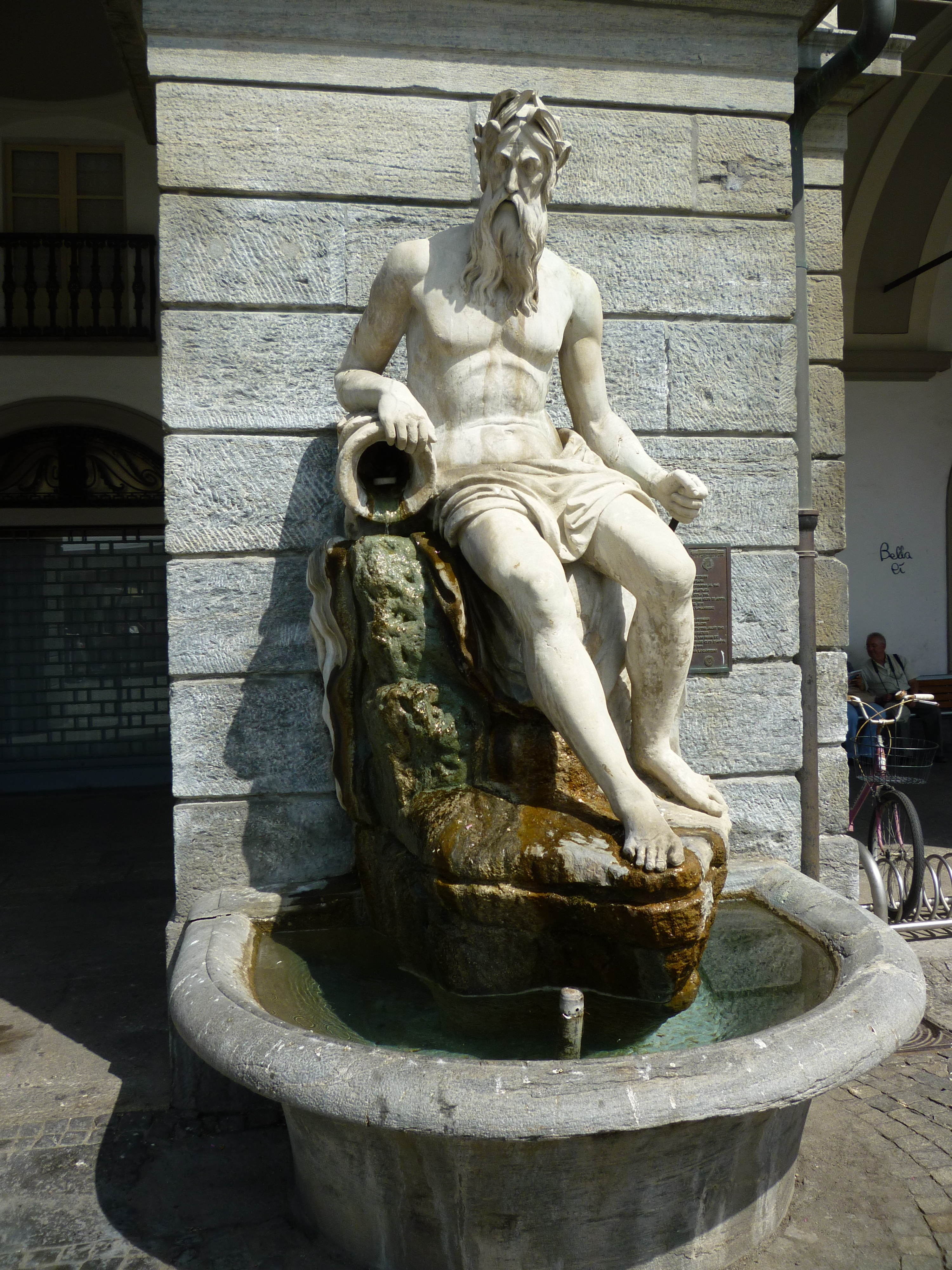
A Buthier-kút
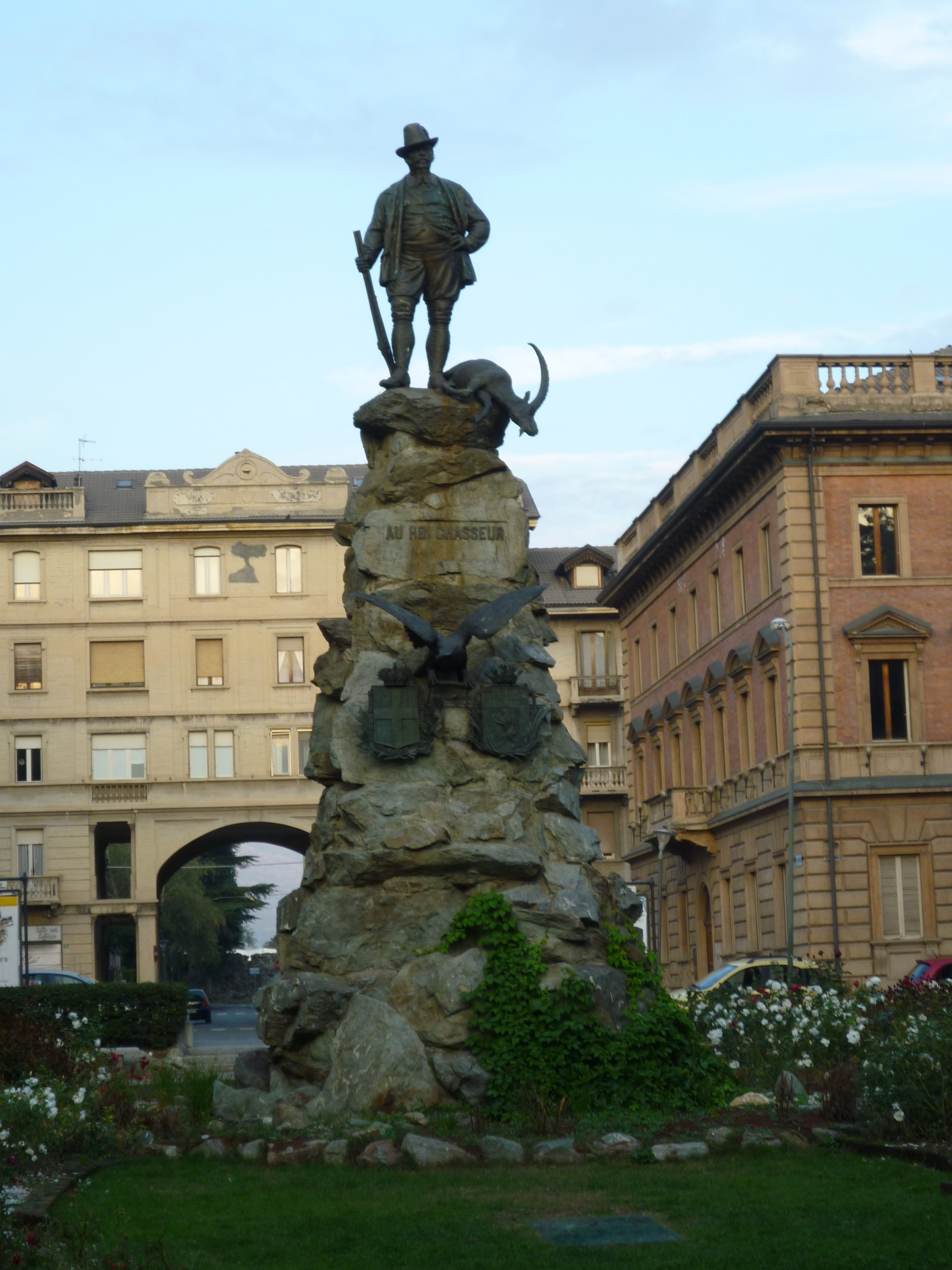
II. Viktor Emánuel olasz király szobra
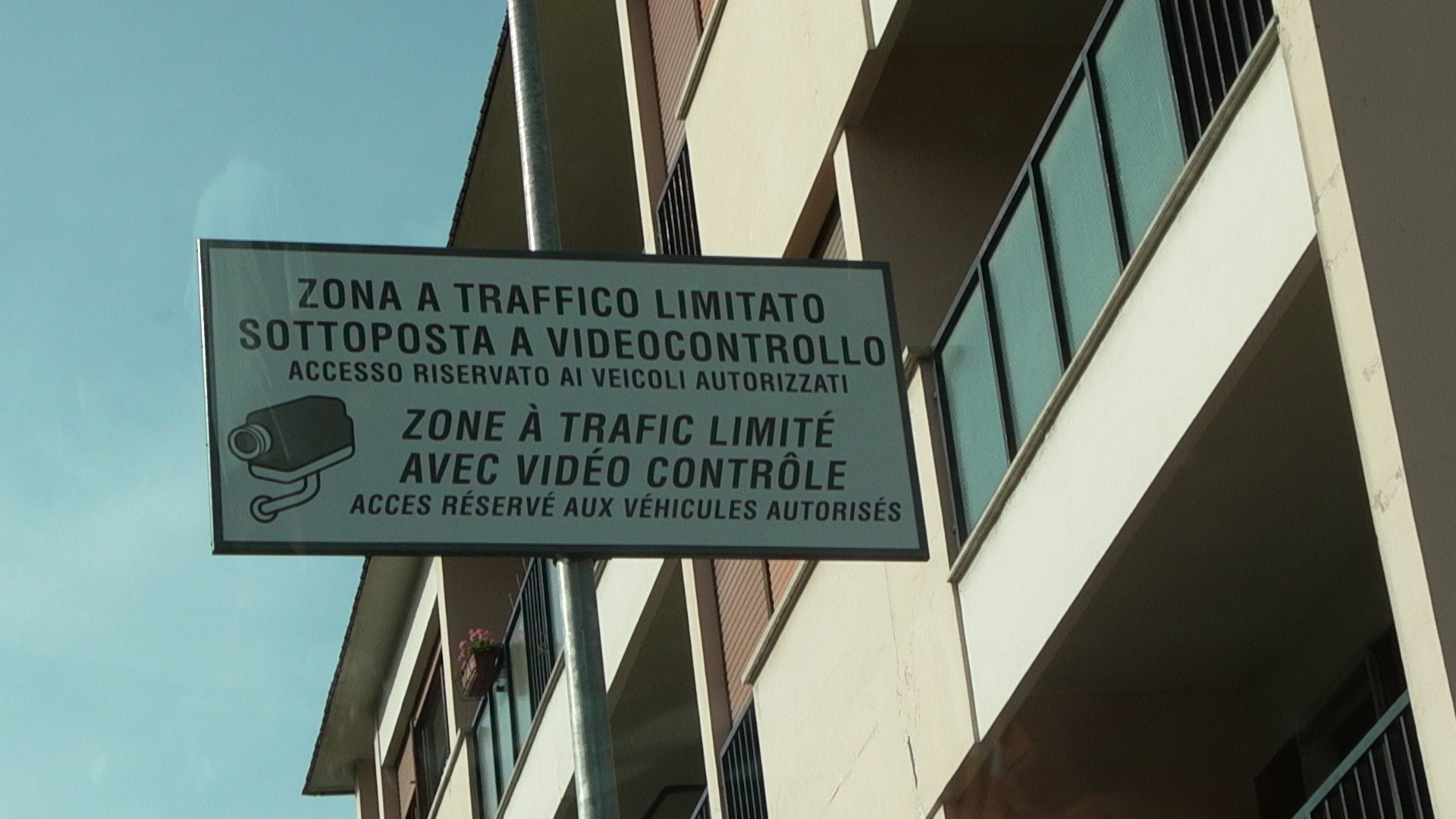
Kétnyelvű közlekedési tábla